# Pseudocremastus radialis
Pseudocremastus radialis là một loài tò vò trong họ Ichneumonidae.